# Йохан III (Саксония-Лауенбург)
Йохан III фон Саксония-Лауенбург (на немски: Johann III von Sachsen-Lauenburg; * ок. 1335; † 1356) от род Аскани, е от 1344 до 1356 г. херцог на Саксония-Лауенбург (линията Бергедорф-Мьолн).

## Живот
Той е първият син на херцог Албрехт IV фон Саксония-Лауенбург (1315 – 1344) и първата му съпруга Беата от Шверин († пр. 1341), дъщеря на Гунцелин VI, граф на Шверин, и Рихардис фон Текленбург.
Като първороден син, Йохан поема след смъртта на баща си, Албрехт IV фон Саксония-Лауенбург, управлението на частта Бергедорф-Мьолн на херцогство Саксония-Лауенбург.
Йохан III умира бездетен през 1356 г. Херцог става по-малкият му брат Албрехт V.